# Бейлербей

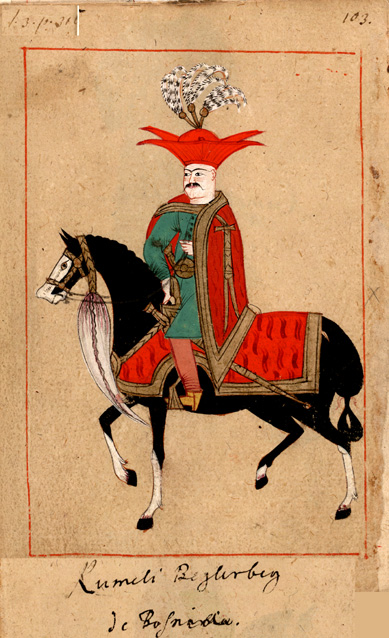
Зображення бейлербея Боснії (1657)

Бейлербей, бейлербег (осман. بكلربكی, трансліт. beylerbeyi, дослівно - «бей над беями») — в Османській імперії правитель бейлербеїліка, найвищий ранг провінційного уряду.
У середині XIV ст. найбільшою адміністративно-військовою одиницею Османської імперії був бейлербейлік. Османську владу представляв бейлербей. Згодом ці адміністративні перейменували на еялети, термін бейлербейлік став використовуватися для позначення канцелярії бейлербея.
У ранній османській історії бейлербеї очолювали провінційні війська (сіпахі-тімаріотами). Бейлербей очолював провінційний уряд, який формувався за зразком центрального Диван-і Хюмаюна.
Бейлербеї мали значний вплив на економіку провінцій та оперували значними грошовими сумами.